# ПРП-3
ПРП-3 «Вал» (индекс ГРАУ — 1Ж3, обозначение ГБТУ — Объект 767) — советский подвижный разведывательный пункт. Разработан для разведки и целеуказания ракетно-артиллерийским системам.

## История создания
Работы по машине были начаты по постановлению СССР 15 июля 1963 года. В качестве базы использовалась боевая машина пехоты БМП-1. На вооружение машина была принята в 1970 году.
Разработка велась в КБ Челябинского тракторного завода. Работами руководил Исаков П.П. Серийно машина производилась в Рубцовске.

## Описание конструкции

### Броневой корпус и башня
Так как машина создана на базе БМП-1 броневой корпус ПРП-3 обеспечивает защиту экипажа на том же уровне. В башне устанавливался пулемёт. В кормовой части корпуса была установлена пусковая установка.

### Вооружение
В качестве основного вооружения использовался 7,62-мм пулемёт ПКТ. Боекомплект составлял 1000 патронов. Помимо пулемёта на машине была установлена пусковая установка 2П130-1 для стрельбы 90-мм неуправляемыми осветительными реактивными снарядами 9М41, боекомплект составляет 20 выстрелов. Дальность стрельбы снарядами составляла 1..3 км.

### Средства наблюдения и связи
Специальное оборудование машины включало радиолокационную станцию обнаружения движущихся наземных целей 1РЛ126, лазерный перископ-дальномер 1Д6М1 (1Д6), перископический визир ТВ-240 (1ОП79) и ночной прибор наблюдения НПН (1ПН29), курсопрокладчик КП-4 (1В44), гирокомпас 1Г25-1, гироуказатель 1Г13М. Для оборудования дополнительного выносного наблюдательного пункта к машине придавались радиостанция Р-108, два телефонных аппарата, буссоль и стереодальномер. Для питания аппаратуры на стоянке, в герметичном отсеке кормовой части машины размещался автономный источник электропитания. Средства связи - две радиостанции Р-123М и ТПУ Р-124.

## Машины на базе
- ПРП-4 «Нард» — подвижный разведывательный пункт ПРП-4.

## Операторы
- СССР — 64 единицы ПРП-3 в зоне «до Урала», по состоянию на 1991 год[3], перешли к образовавшимся после распада государствам